# سفارة البحرين لدى الجزائر
سفارة البحرين لدى الجزائر هي البعثة الدبلوماسية لمملكة البحرين لدى الجمهورية الجزائرية الديمقراطية الشعبية، وتقع بالعاصمة الجزائر.